# Everlife
Le Everlife sono state una girlband statunitense, fondata nello stato dell'Indiana nel 2004 e formata dalle tre sorelle Sarah, Amber e Giulia Ross.

## Storia
Hanno pubblicato 2 album con lo stesso nome (Everlife). Il primo, uscito nel 2004 contiene come promo la canzone Evidence, mentre l'altro è stato pubblicato nel 2007.

## Discografia

### Album
- 2004 - Everlife
- 2007 - Everlife

### Singoli
- 2004 - Evidence
- 2004 - Heaven Open Your Eyes
- 2004 - I'm Over It
- 2006 - Look Through My Eyes
- 2006 - Find Yourself In You
- 2007 - I Could Get Used to This
- 2007 - Goodbye

## Colonne sonore
- 2005 Strangers Like Me — da DisneyMania 3
- 2005 I'm Over It - da Radio Disney Jams, Vol. 8
- 2005 Go Figure — da Go Figure soundtrack
- 2005 Strangers Like Me (Jungle Rock Remix) — da DisneyRemixMania
- 2005 Every Day Is Christmas - da Radio Disney Jingle Jams
- 2006 I Can See Clearly Now — da That's So Raven Too!
- 2006 Look Through My Eyes — da DisneyMania 4
- 2006 Real Wild Child — da The Wild soundtrack
- 2006 Don't Be Cruel — Lilo & Stitch
- 2006 Find Yourself In You — da Hannah Montana
- 2006 I Could Get Used To This - da Radio Disney Jams 9
- 2006 Find Yourself In You - da Radio Disney Jams 9
- 2007 Reflection — da DisneyMania 5
- 2007 Look through My Eyes - dalla colonna sonora di Un ponte per Terabithia
- 2008 Angels Cry - da Songs Of Breakaway - Vol. 2 soundtrack